# Combinata nordica agli XI Giochi olimpici invernali
Nella combinata nordica agli XI Giochi olimpici invernali fu disputata una sola gara, il 4 e il 5 febbraio, che assegnò solo le medaglie olimpiche (a differenza di salto e fondo, i cui titoli furono validi anche come Campionati mondiali di sci nordico).

## Risultati
Presero il via 40 atleti di 14 diverse nazionalità. La prima prova disputata, il 4 febbraio dalle ore 10:00, fu quella di salto. Sul trampolino Miyanomori s'impose il giapponese Hideki Nakano davanti al finlandese Rauno Miettinen, al sovietico Aleksandr Nosov e il tedesco orientale Ulrich Wehling; diciassettesimo fu l'altro tedesco orientale Karl-Heinz Luck. Il giorno dopo dalle ore 9:00 si corse la 15 km di sci di fondo, su un percorso con partenza e arrivo nello stadio Makomanai; a vincere fu Luck davanti al tedesco occidentale Hettich e a Wehling che così, grazie ai buoni piazzamenti in entrambe le prove, riuscì a conquistare l'oro. Miettinen, quindicesimo nel fondo, confermò la seconda posizione, mentre Luck risalì fino al bronzo. Nakano e Nosov, rispettivamente trentanovesimo e ventisettesimo, non riuscirono invece a competere per le medaglie.

### Prova di salto
I concorrenti avevano diritto a tre salti, valevano per la classifica finale la somma dei migliori due.
| Pos. | Atleta                | Nazione          | 1º salto | 1º salto  | 2º salto | 2º salto  | 3º salto | 3º salto  | PC    |
| Pos. | Atleta                | Nazione          | Distanza | Punteggio | Distanza | Punteggio | Distanza | Punteggio | PC    |
| ---- | --------------------- | ---------------- | -------- | --------- | -------- | --------- | -------- | --------- | ----- |
| 1    | Hideki Nakano         | Giappone         | 82,0     | 109,5     | 81,0     | 111,0     | 81,0     | 108,8     | 220,5 |
| 2    | Rauno Miettinen       | Finlandia        | 73,5     | 94,4      | 77,5     | 103,9     | 79,0     | 106,1     | 210,0 |
| 3    | Aleksandr Nosov       | Unione Sovietica | 70,0     | 80,8      | 77,5     | 100,4     | 79,5     | 100,9     | 201,3 |
| 4    | Ulrich Wehling        | Germania Est     | 78,0     | 101,6     | 76,5     | 99,3      | 77,5     | 96,2      | 200,9 |
| 5    | Kazuo Araya           | Giappone         | 72,0     | 88,5      | 76,5     | 100,3     | 77,0     | 99,4      | 199,7 |
| 6    | Yuji Katsuro          | Giappone         | 71,0     | 90,4      | 74,5     | 92,1      | 78,0     | 103,0     | 195,1 |
| 7    | Tomáš Kučera          | Cecoslovacchia   | 75,5     | 95,1      | 75,5     | 96,7      | 74,0     | 86,6      | 191,8 |
| 8    | Nobutaka Sasaki       | Giappone         | 72,5     | 90,8      | 76,0     | 99,5      | 70,5     | 84,5      | 190,3 |
| 9    | Günter Deckert        | Germania Est     | 78,5     | 104,9     | 71,0     | 77,0      | 83,0     | 78,5      | 187,9 |
| 10   | Erkki Kilpinen        | Finlandia        | 67,5     | 78,8      | 73,5     | 91,5      | 75,5     | 93,5      | 185,0 |
| 11   | Hans Hartleb          | Germania Est     | 74,0     | 91,2      | 73,0     | 92,7      | 78,5     | 71,8      | 183,9 |
| 12   | Kjell Åsvestad        | Norvegia         | 71,0     | 87,9      | 71,0     | 90,5      | 74,0     | 92,6      | 183,1 |
| 13   | Henning Weid          | Norvegia         | 70,5     | 85,6      | 71,0     | 90,0      | 73,5     | 91,3      | 181,3 |
| 14   | Kåre Olav Berg        | Norvegia         | 64,5     | 74,0      | 72,5     | 90,9      | 73,0     | 89,5      | 180,4 |
| 15   | Karl-Heinz Luck       | Germania Est     | 69,5     | 85,0      | 74,0     | 93,8      | 67,0     | 65,4      | 178,8 |
| 16   | Stefan Hula           | Polonia          | 66,5     | 77,2      | 72,5     | 92,9      | 71,0     | 85,3      | 178,2 |
| 17   | Jaroslav Svoboda      | Cecoslovacchia   | 71,0     | 84,9      | 71,5     | 89,8      | 71,5     | 86,1      | 175,9 |
| 18   | Alfred Winkler        | Germania Ovest   | 71,5     | 84,2      | 72,5     | 91,4      | 70,5     | 82,5      | 175,6 |
| 19   | Ezio Damolin          | Italia           | 68,0     | 80,1      | 70,0     | 84,9      | 73,5     | 90,3      | 175,2 |
| 20   | Ralph Pöhland         | Germania Ovest   | 68,5     | 81,4      | 73,0     | 90,7      | 71,5     | 84,1      | 174,8 |
| 21   | Gjert Andersen        | Norvegia         | 67,0     | 81,5      | 71,5     | 91,8      | 65,0     | 72,7      | 173,3 |
| 22   | Kazimierz Długopolski | Polonia          | 73,0     | 93,1      | 70,5     | 89,7      | 73,5     | 91,8      | 166,6 |
| 23   | Mikhail Artyukhov     | Unione Sovietica | 73,5     | 91,4      | 70,5     | 88,2      | 74,0     | 91,6      | 165,4 |
| 24   | Anatoly Zaytsev       | Unione Sovietica | 63,0     | 69,6      | 66,5     | 78,3      | 68,0     | 80,0      | 158,3 |
| 25   | Mike Devecka          | Stati Uniti      | 60,0     | 63,3      | 67,0     | 77,6      | 68,0     | 79,5      | 157,1 |
| 26   | Janez Gorjanc         | Jugoslavia       | 61,5     | 66,7      | 66,5     | 78,3      | 68,0     | 77,5      | 155,8 |
| 27   | Jacques Gaillard      | Francia          | 67,5     | 76,3      | 67,0     | 79,1      | 67,0     | 73,4      | 155,4 |
| 28   | Libor Foltman         | Cecoslovacchia   | 70,5     | 80,1      | 67,5     | 74,9      | 68,0     | 42,0      | 155,0 |
| 29   | Franz Keller          | Germania Ovest   | 63,5     | 72,4      | 65,5     | 73,7      | 68,5     | 80,3      | 154,0 |
| 30   | Urban Hettich         | Germania Ovest   | 70,0     | 78,3      | 66,5     | 73,8      | 68,0     | 73,5      | 152,1 |
| 31   | Ulli Öhlböck          | Austria          | 59,0     | 62,2      | 63,0     | 72,7      | 67,5     | 78,2      | 150,9 |
| 32   | Jukka Kuvaja          | Finlandia        | 66,0     | 76,4      | 65,0     | 75,9      | 71,0     | 83,8      | 147,4 |
| 33   | Ladislav Rygl         | Cecoslovacchia   | 65,5     | 76,1      | 72,0     | 59,6      | 71,0     | 84,3      | 147,1 |
| 34   | Józef Gąsienica       | Polonia          | 61,0     | 62,9      | 67,5     | 82,4      | 64,5     | 64,4      | 146,8 |
| 35   | Vyacheslav Dryagin    | Unione Sovietica | 55,0     | 40,8      | 66,0     | 72,5      | 70,0     | 73,7      | 146,2 |
| 36   | Fabio Morandini       | Italia           | 58,5     | 61,9      | 67,0     | 79,6      | 65,0     | 39,2      | 141,5 |
| 37   | Jim Miller            | Stati Uniti      | 57,5     | 50,8      | 69,0     | 80,8      | 62,0     | 58,9      | 139,7 |
| 38   | Bob Kendall           | Stati Uniti      | 62,0     | 58,0      | 62,5     | 67,9      | 66,5     | 71,1      | 139,0 |
| 39   | Sven-Olof Israelsson  | Svezia           | 64,0     | 70,7      | 62,0     | 59,6      | 71,5     | 55,6      | 130,3 |
| 40   | Teyck Weed            | Stati Uniti      | 58,0     | 55,6      | 61,0     | 66,5      | 61,0     | 63,3      | 129,8 |

### Prova di fondo
| Pos. | Atleta                | Nazione          | Tempi   | Tempi   | Tempi   | PC      |
| Pos. | Atleta                | Nazione          | 5 Km    | 10 Km   | 15 Km   | PC      |
| ---- | --------------------- | ---------------- | ------- | ------- | ------- | ------- |
| 1    | Karl-Heinz Luck       | Germania Est     | 15'25"2 | 34'00"9 | 48'24"9 | 220,000 |
| 2    | Urban Hettich         | Germania Ovest   | 15'38"7 | 34'19"6 | 49'00"4 | 214,675 |
| 3    | Ulrich Wehling        | Germania Est     | 15'47"7 | 34'37"4 | 49'15"3 | 212,440 |
| 4    | Erkki Kilpinen        | Finlandia        | 15'49"6 | 34'56"1 | 49'52"6 | 206,845 |
| 5    | Ralph Pöhland         | Germania Ovest   | 15'52"0 | 35'11"0 | 49'55"6 | 206,395 |
| 6    | Mike Devecka          | Stati Uniti      | 15'50"2 | 35'00"0 | 50'00"0 | 205,735 |
| 7    | Kåre Olav Berg        | Norvegia         | 15'59"7 | 35'03"2 | 50'08"9 | 204,400 |
| 8    | Anatoly Zaytsev       | Unione Sovietica | 15'56"8 | 35'00"8 | 50'10"4 | 204,175 |
| 9    | Vyacheslav Dryagin    | Unione Sovietica | 16'03"4 | 35'27"2 | 50'29"4 | 201,325 |
| 10   | Günter Deckert        | Germania Est     | 15'49"8 | 35'30"9 | 50'41"1 | 199,570 |
| 11   | Fabio Morandini       | Italia           | 16'14"3 | 35'28"0 | 50'43"7 | 199,180 |
| 12   | Mikhail Artyukhov     | Unione Sovietica | 16'01"4 | 35'25"4 | 50'57"0 | 197,185 |
| 13   | Ezio Damolin          | Italia           | 16'12"0 | 35'31"8 | 50'58"1 | 197,020 |
| 14   | Tomáš Kučera          | Cecoslovacchia   | 15'56"7 | 35'42"7 | 51'04"0 | 196,135 |
| 15   | Rauno Miettinen       | Finlandia        | 16'27"2 | 35'52"3 | 51'08"2 | 195,505 |
| 16   | Ladislav Rygl         | Cecoslovacchia   | 16'16"6 | 35'38"8 | 51'09"2 | 195,355 |
| 17   | Jim Miller            | Stati Uniti      | 16'11"8 | 35'56"8 | 51'09"9 | 195,250 |
| 18   | Yuji Katsuro          | Giappone         | 16'29"5 | 36'05"3 | 51'10"9 | 195,100 |
| 19   | Jukka Kuvaja          | Finlandia        | 16'37"6 | 36'19"9 | 51'17"0 | 194,185 |
| 20   | Sven-Olof Israelsson  | Svezia           | 16'26"3 | 36'01"9 | 51'24"9 | 193,000 |
| 21   | Józef Gąsienica       | Polonia          | 16'30"0 | 36'14"4 | 51'29"4 | 192,325 |
| 21   | Stefan Hula           | Polonia          | 16'12"2 | 35'59"9 | 51'29"4 | 192,325 |
| 23   | Kjell Åsvestad        | Norvegia         | 16'26"8 | 36'10"2 | 51'36"2 | 191,305 |
| 24   | Kazimierz Długopolski | Polonia          | 16'36"8 | 36'14"3 | 51'38"5 | 190,960 |
| 25   | Henning Weid          | Norvegia         | 16'39"8 | 36'37"5 | 51'58"1 | 188,020 |
| 26   | Gjert Andersen        | Norvegia         | 16'48"3 | 36'22"3 | 52'04"8 | 187,015 |
| 27   | Aleksandr Nosov       | Unione Sovietica | 16'44"8 | 36'29"2 | 52'08"7 | 186,430 |
| 28   | Hans Hartleb          | Germania Est     | 16'21"2 | 37'08"9 | 52'14"2 | 185,605 |
| 29   | Teyck Weed            | Stati Uniti      | 16'26"9 | 36'41"1 | 52'26"2 | 183,805 |
| 30   | Franz Keller          | Germania Ovest   | 16'28"1 | 36'28"4 | 52'32"5 | 182,860 |
| 31   | Janez Gorjanc         | Jugoslavia       | 17'00"9 | 37'07"7 | 52'40"1 | 181,720 |
| 32   | Alfred Winkler        | Germania Ovest   | 16'49"7 | 36'59"4 | 52'41"5 | 181,510 |
| 33   | Jaroslav Svoboda      | Cecoslovacchia   | 16'52"5 | 37'18"1 | 53'20"2 | 175,705 |
| 34   | Kazuo Araya           | Giappone         | 17'03"8 | 37'30"3 | 53'29"3 | 174,340 |
| 35   | Jacques Gaillard      | Francia          | 17'04"1 | 37'34"9 | 53'59"5 | 169,810 |
| 35   | Ulli Öhlböck          | Austria          | 16'53"3 | 37'31"6 | 53'59"5 | 169,810 |
| 37   | Nobutaka Sasaki       | Giappone         | 17'12"7 | 38'05"2 | 54'00"6 | 169,645 |
| 38   | Bob Kendall           | Stati Uniti      | 17'13"7 | 38'11"3 | 54'34"0 | 164,635 |
| 39   | Hideki Nakano         | Giappone         | 17'19"1 | 38'25"3 | 55'41"2 | 154,555 |

### Classifica Finale
| Pos.    | Atleta                | Nazione          | Salto | Fondo   | Totale  |
| ------- | --------------------- | ---------------- | ----- | ------- | ------- |
| Oro     | Ulrich Wehling        | Germania Est     | 200,9 | 212,440 | 413,340 |
| Argento | Rauno Miettinen       | Finlandia        | 210,0 | 195,505 | 405,505 |
| Bronzo  | Karl-Heinz Luck       | Germania Est     | 178,8 | 220,000 | 398,800 |
| 4       | Erkki Kilpinen        | Finlandia        | 185,0 | 206,845 | 391,845 |
| 5       | Yuji Katsuro          | Giappone         | 195,1 | 195,100 | 390,200 |
| 6       | Tomáš Kučera          | Cecoslovacchia   | 191,8 | 196,135 | 387,935 |
| 7       | Aleksandr Nosov       | Unione Sovietica | 201,3 | 186,430 | 387,730 |
| 8       | Kåre Olav Berg        | Norvegia         | 180,4 | 204,400 | 384,800 |
| 9       | Günter Deckert        | Germania Est     | 183,4 | 199,570 | 382,970 |
| 10      | Ralph Pöhland         | Germania Ovest   | 174,8 | 206,395 | 381,195 |
| 11      | Mikhail Artyukhov     | Unione Sovietica | 183,0 | 197,185 | 380,185 |
| 12      | Kazimierz Długopolski | Polonia          | 184,9 | 190,960 | 375,860 |
| 13      | Hideki Nakano         | Giappone         | 220,5 | 154,555 | 375,055 |
| 14      | Kjell Åsvestad        | Norvegia         | 183,1 | 191,305 | 374,405 |
| 15      | Kazuo Araya           | Giappone         | 199,7 | 174,340 | 374,040 |
| 16      | Ezio Damolin          | Italia           | 175,2 | 197,020 | 372,220 |
| 17      | Stefan Hula           | Polonia          | 178,2 | 192,325 | 370,525 |
| 18      | Hans Hartleb          | Germania Est     | 183,9 | 185,605 | 369,505 |
| 19      | Henning Weid          | Norvegia         | 181,3 | 188,020 | 369,320 |
| 20      | Urban Hettich         | Germania Ovest   | 152,1 | 214,675 | 366,775 |
| 21      | Mike Devecka          | Stati Uniti      | 157,1 | 205,735 | 362,835 |
| 22      | Anatoly Zaytsev       | Unione Sovietica | 158,3 | 204,175 | 362,475 |
| 23      | Gjert Andersen        | Norvegia         | 173,3 | 187,015 | 360,315 |
| 24      | Nobutaka Sasaki       | Giappone         | 190,3 | 169,645 | 359,945 |
| 25      | Alfred Winkler        | Germania Ovest   | 175,6 | 181,510 | 357,110 |
| 26      | Ladislav Rygl         | Cecoslovacchia   | 160,4 | 195,355 | 355,755 |
| 27      | Jukka Kuvaja          | Finlandia        | 160,2 | 194,185 | 354,385 |
| 28      | Jaroslav Svoboda      | Cecoslovacchia   | 175,9 | 175,705 | 351,605 |
| 29      | Vyacheslav Dryagin    | Unione Sovietica | 146,2 | 201,325 | 347,525 |
| 30      | Fabio Morandini       | Italia           | 141,5 | 199,180 | 340,680 |
| 31      | Józef Gąsienica       | Polonia          | 146,8 | 192,325 | 339,125 |
| 32      | Janez Gorjanc         | Jugoslavia       | 155,8 | 181,720 | 337,520 |
| 33      | Franz Keller          | Germania Ovest   | 154,0 | 182,860 | 336,860 |
| 34      | Jim Miller            | Stati Uniti      | 139,7 | 195,250 | 334,950 |
| 35      | Jacques Gaillard      | Francia          | 155,4 | 169,810 | 325,210 |
| 36      | Sven-Olof Israelsson  | Svezia           | 130,3 | 193,000 | 323,300 |
| 37      | Ulli Öhlböck          | Austria          | 150,9 | 169,810 | 320,710 |
| 38      | Teyck Weed            | Stati Uniti      | 129,8 | 183,805 | 313,605 |
| 39      | Bob Kendall           | Stati Uniti      | 139,0 | 164,635 | 303,635 |
| -       | Libor Foltman         | Cecoslovacchia   | 155,0 | NP      |         |